# Europarlamentari del Belgio della VIII legislatura
Gli europarlamentari del Belgio della VIII legislatura, eletti in occasione delle elezioni europee del 2014, sono stati i seguenti.

## Composizione storica
| Europarlamentare          | Lista                                    | Gruppo    |
| ------------------------- | ---------------------------------------- | --------- |
| Gerolf Annemans           | Blocco Fiammingo                         | NI        |
| Maria Arena               | Partito Socialista                       | S&D       |
| Pascal Arimont            | Partito Cristiano Sociale                | PPE       |
| Hugues Bayet              | Partito Socialista                       | S&D       |
| Ivo Belet                 | Cristiano-Democratici e Fiamminghi       | PPE       |
| Philippe De Backer        | Liberali e Democratici Fiamminghi Aperti | ALDE      |
| Mark Demesmaeker          | Nuova Alleanza Fiamminga                 | ECR       |
| Gérard Deprez             | Movimento Riformatore                    | ALDE      |
| Louis Ide                 | Nuova Alleanza Fiamminga                 | ECR       |
| Philippe Lamberts         | Ecolo                                    | Verdi/ALE |
| Louis Michel              | Movimento Riformatore                    | ALDE      |
| Annemie Neyts-Uyttebroeck | Liberali e Democratici Fiamminghi Aperti | ALDE      |
| Frédérique Ries           | Movimento Riformatore                    | ALDE      |
| Claude Rolin              | Centro Democratico Umanista              | PPE       |
| Bart Staes                | Verdi                                    | Verdi/ALE |
| Helga Stevens             | Nuova Alleanza Fiamminga                 | ECR       |
| Marc Tarabella            | Partito Socialista                       | S&D       |
| Marianne Thyssen          | Cristiano-Democratici e Fiamminghi       | PPE       |
| Kathleen Van Brempt       | Partito Socialista Differente            | S&D       |
| Johan Van Overtveldt      | Nuova Alleanza Fiamminga                 | ECR       |
| Guy Verhofstadt           | Liberali e Democratici Fiamminghi Aperti | ALDE      |

## Modifiche intervenute

### Nuova Alleanza Fiamminga
- In data 14.10.2014 a Johan Van Overtveldt subentra Sander Loones.
- In data 08.01.2015 a Louis Ide subentra Anneleen Van Bossuyt.
- In data 22.11.2018 a Sander Loones subentra Ralph Packet.

### Liberali e Democratici Fiamminghi Aperti
- In data 01.01.2015 a Annemie Neyts-Uyttebroeck subentra Hilde Vautmans.
- In data 04.05.2016 a Philippe De Backer subentra Lieve Wierinck.

### Cristiano-Democratici e Fiamminghi
- In data 06.11.2014 a Marianne Thyssen subentra Tom Vandenkendelaere.